# Michaił Juzowski
Michaił Iosifowicz Juzowski (ros. Михаил Иосифович Юзовский; ur. 5 maja 1940 w Moskwie, zm. 24 listopada 2016 tamże) – radziecki reżyser filmowy.
Pochowany na Cmentarzu Nowodziewiczym w Moskwie.

## Wybrana filmografia
- 1982: Tam, na tajemniczych dróżkach

## Odznaczenia
- 1998: Zasłużony Działacz Sztuk Federacji Rosyjskiej[2]
- 2011: Order Przyjaźni[3]